# Odontomachus brunneus

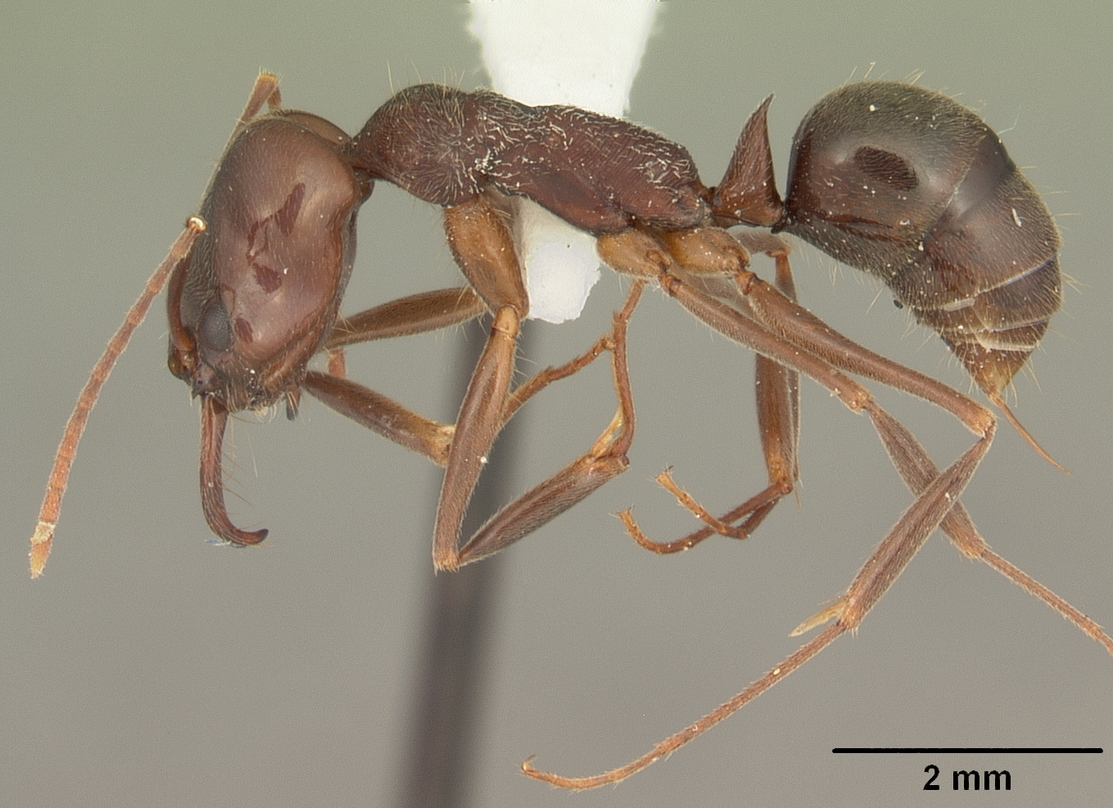
Odontomachus brunneus

Odontomachus brunneus (лат.) — вид муравьёв из подсемейства понерины (Ponerinae) семейства Formicidae, у которого зафиксирована рекордная для животных скорость защелкивания мандибул. Эндемик США.

## Распространение
В США известны в штатах Алабама, Джорджия, Миссисипи, Флорида. Ранние указания на Центральную и Южную Америку и острова Карибского бассейна относятся к виду Odontomachus ruginodis.

## Описание

### Строение
Среднего размера муравьи (около 1 см) от красновато-коричневого до темно-коричневого цвета (самцы жёлтые или желтовато-коричневые). Длина головы рабочих HL 2,10—2,44 мм, ширина головы HW 1,58—1,92 мм, длина скапуса усика SL 1,84—2,10 мм. Длина головы самцов HL 1,00—1,08 мм, ширина головы HW 1,24—1,34 мм, длина скапуса усика SL 0,18—0,22 мм. Усики длинные и тонкие. Глаза расположены в переднебоковых частях головы. Затылочные углы головы увеличенные, в них прикрепляются мощные мышцы захлопывающихся почти мгновенно длинных челюстей. Жвалы представляют собой сильно увеличенную и удлинённую форму верхних челюстей, прикрепляются в средней части передней поверхности головы, почти рядом друг с другом. Стебелёк между грудкой и брюшком состоит из одного членика (конусовидного петиолюса) с заострённой верхней частью.

### Биология
Населяют разнообразные биотопы, включая саванны, леса, кустарниковые заросли, песчаные дюны и берега озёр и рек. Муравейники О. brunneus располагаются в листовой подстилке, гниющей древесине, в основании деревьев и на песчаных участках. Рабочие иногда фуражируют в дневное время, но более активны они бывают в ночное время. После разрушения колонии, рабочие не агрессивны как некоторые близкие виды, например Odontomachus haematodus, а наоборот, быстро скрываются или прячутся и могут покинуть гнездо.
Во Флориде жизненный цикл подвержен сезонному влиянию. 6 месяцев в колониях производится расплод, а остальные полгода отсутствует. Половые крылатые особи появляются в начале сезона. Семьи малочисленные и включают от 41 до 107 рабочих. На рабочих-фуражировщиков приходится 77 % всей рабочей силы семьи (от 51 до 88 %). Эта пропорция не зависит о размера колонии, и даже самки иногда выходят на фуражировку за кормом. В других более северных штатах численность семей варьирует от 11 до 177 рабочих.
В семьях Odontomachus brunneus обнаружены иерархические отношения рабочих особей. Установление социальной иерархии и разделение труда в семье происходит через ритуализированные взаимодействия индивидуумов. В ходе исследования взаимодействий
О. brunneus обнаружены две новые модели поведения. Во-первых, это подчинение движения низшего по рангу муравья (subordinate driving), которое представляет собой выдворение доминантной особью нижестоящего по рангу муравья подальше от репродуктивного центра гнезда и от расплода (путём схватывания за ноги и брюшко и физическое маневрирование им). Второе новое поведение, обнаруженное у этого вида, это дрожжание усиками (antennal shivering) во время выдворения. Все эти взаимодействия начинаются с «усиковой дуэли» (antennal duelling), когда встретившиеся два муравья начинают быстро постукивать усиками по голове, груди и брюшку другого около 3 секунд.
Верхние челюсти обладают двумя особенностями. Они раскрываются примерно на 180 градусов и очень быстро защелкиваются. У муравья Odontomachus brunneus (как и у Odontomachus bauri) зафиксирована рекордная для животных скорость смыкания мандибул (верхних челюстей): до 230 км/час. Муравьи могут использовать свои челюсти не только для прыжков в воздух, но и для защиты от хищников. Например, в экспериментальных условиях, они могли спастись и избежать опасности быть съеденными, при попадании в песчаную воронку муравьиного льва (Myrmeleontidae) в результате подпрыгивания с помощью щелкающих мандибул. В результате быстрого смыкания жвал муравьи мгновенно вылетают из воронки и оказываются снаружи и за пределами ловушки муравьиного льва. В ходе эволюции сходные по строению и мгновенно защёлкивающиеся челюсти развились независимо и у некоторых других муравьёв из различных родов и, даже, из различных подсемейств. Среди них, например, род Strumigenys (подсемейство мирмицины), Mystrium (подсемейство Amblyoponinae), Myrmoteras (подсемейство формицины) и у родственных представителей из рода Anochetus (подсемейство понерины). У них наблюдается конвергентная эволюция в результате охоты на разные типы подвижной мелкой добычи.

### Муравейники
Муравейники О. brunneus располагаются в листовой подстилке, гниющей древесине, в основании деревьев и на песчаных участках.
Архитектура муравейников может изменятся в зависимости от времени сезона, зимние гнезда могут быть расположены вдвое глубже летних. Гнёзда Odontomachus brunneus были впервые изучены сравнительно недавно, их устройство относительно простое. Муравейники имеют единственный вертикальный ход, соединяющий переменное число камер — от 2 до 17 на одно гнездо. Их суммарная площадь составляет от 28 до 340 см2, а глубина расположения находится от 18 до 184 см (то есть почти до 2 метров). Вне зависимости от размера гнезда, все гнезда имели в среднем на одного муравья по 2 см2 площади гнездовых камер. Наибольшая концентрация камер наблюдается в верхней и нижней части гнезда, но не в его середине (Cerquera and Tschinkel, 2009).

## Систематика
Вид был впервые описан в 1894 году американским энтомологом Уильямом Паттоном (William Hampton Patton; 1853—1918) под первоначальным названием Atta brunnea Patton, 1894. В состав рода Odontomachus был включён в 1895 году итальянским мирмекологом Карло Эмери (Emery, 1895), но в качестве синонима вида Odontomachus insularis; восстановлен из синонимии в ранге отдельного вида в 1925 году. Крылатые самцы были описаны в 1985 году.

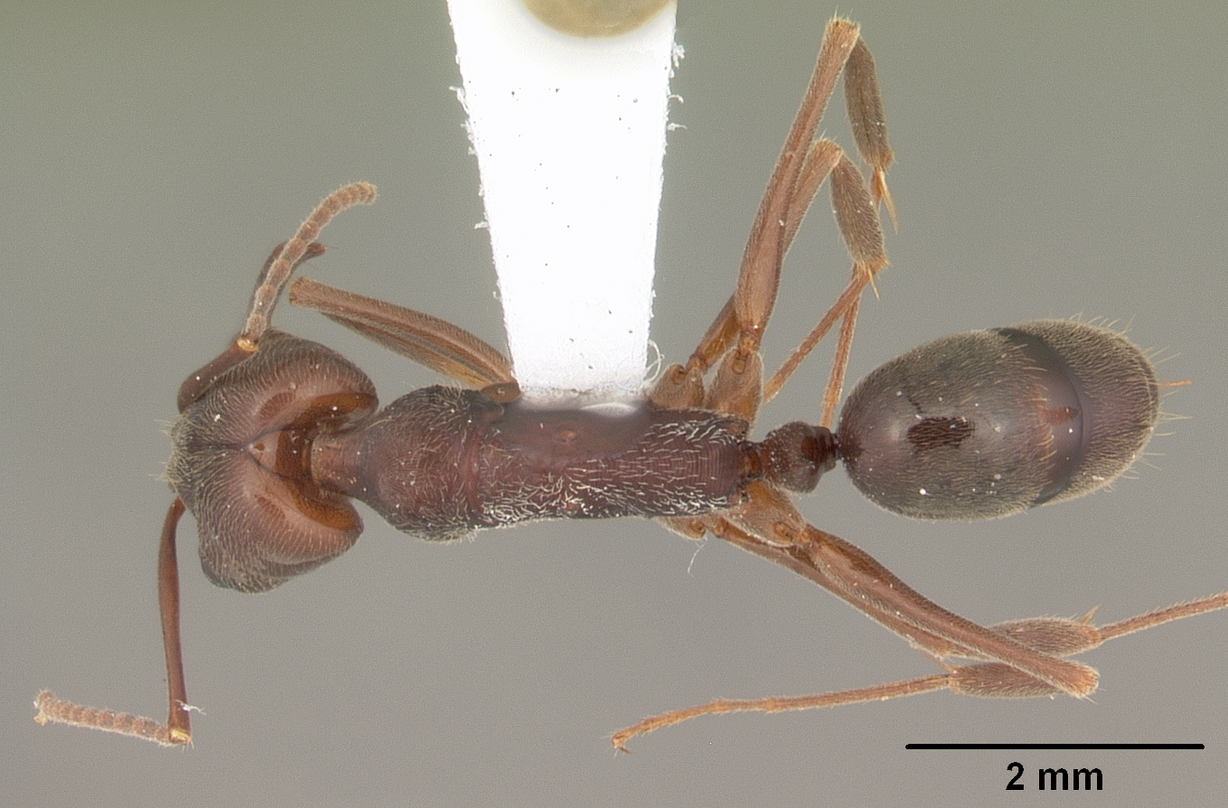
Рабочий сверху
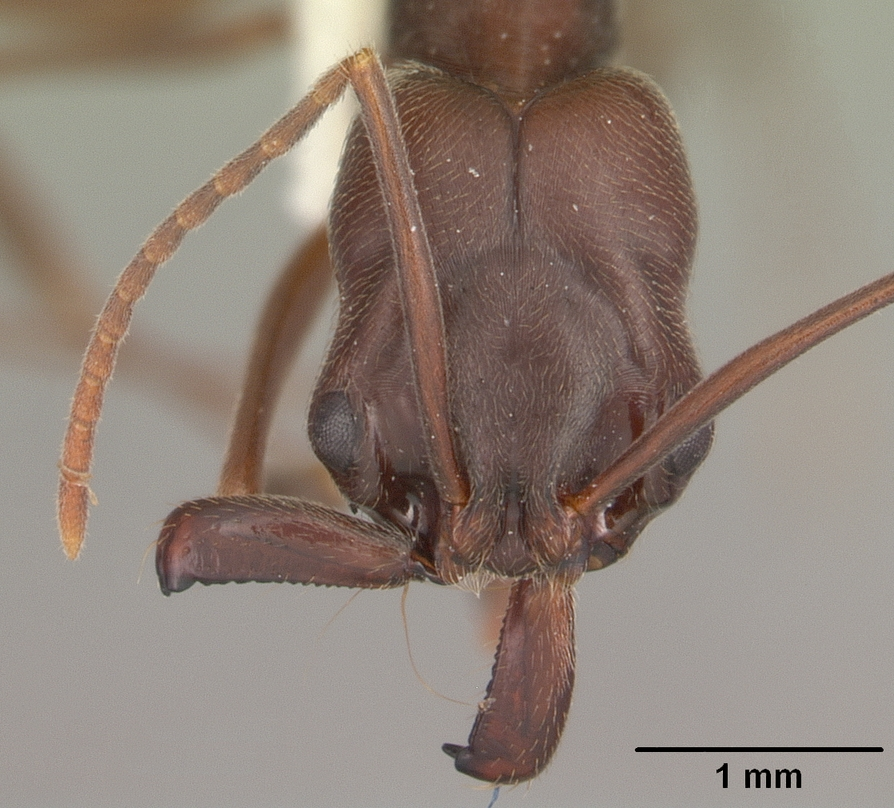
Голова рабочего
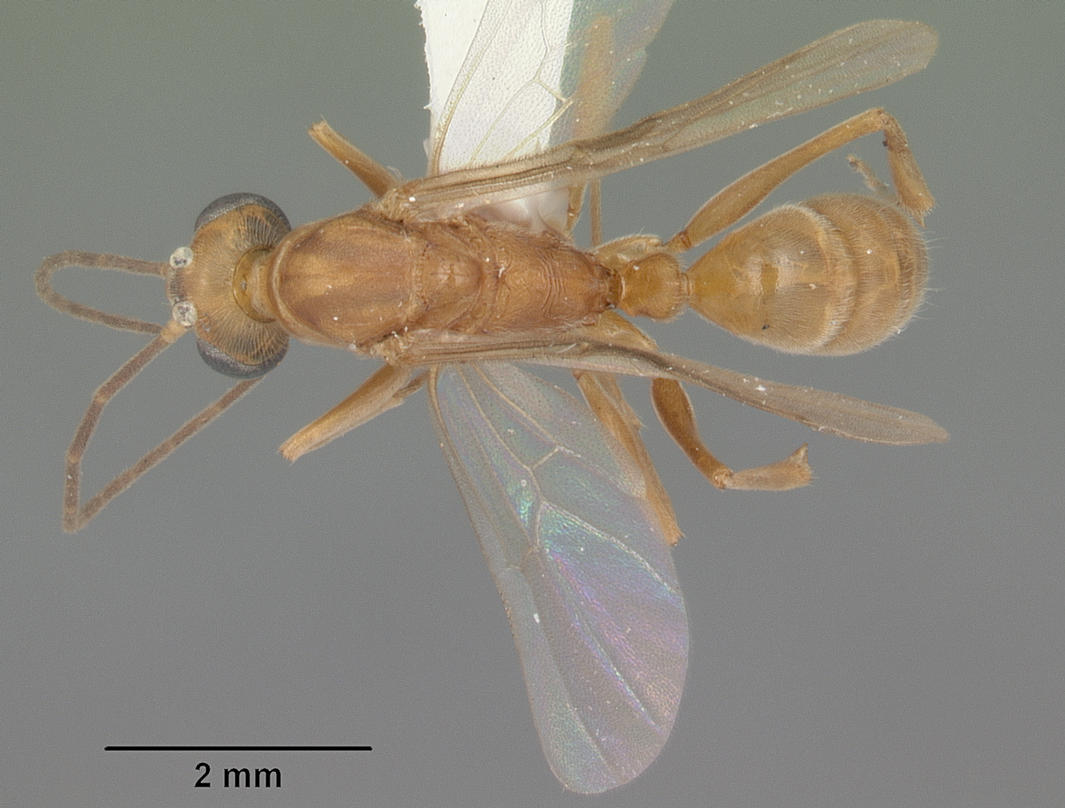
Самец сверху
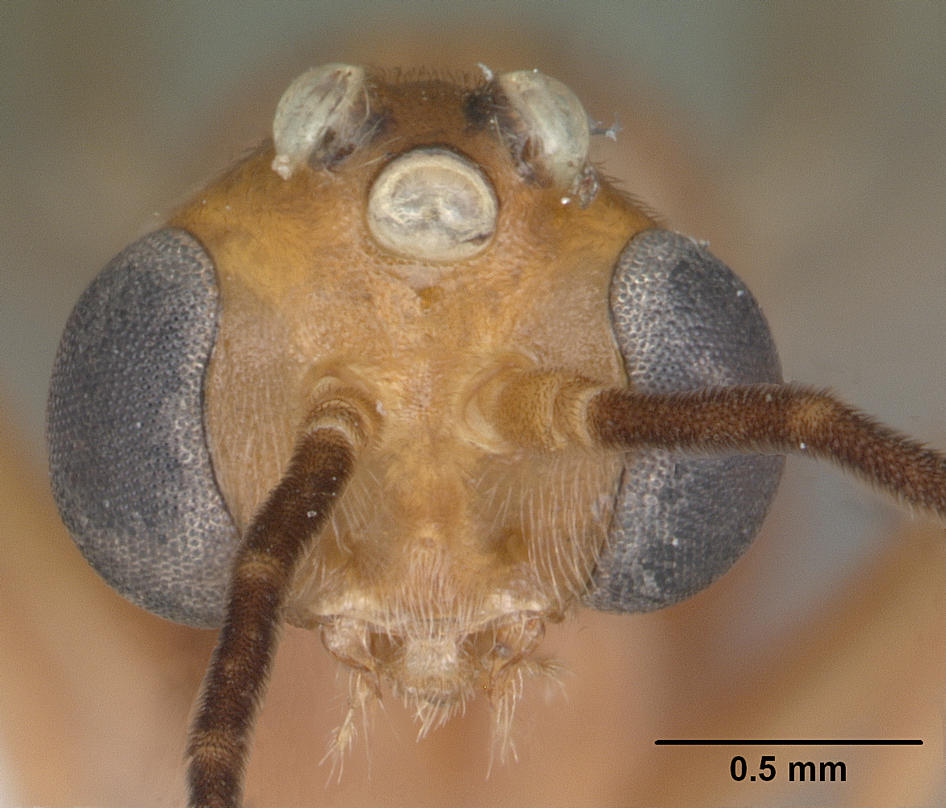
Голова самца